# Томас А. Мъч
Томас А. Мъч (на английски: Thomas A. Mutch) е американски геолог и планетарен учен. Той е професор в университета „Браун“ от 1960 г. до смъртта му. Той изчезва безследно по време на спускане от планината Нун Кун в Кашмирските Хималаи.

## Биография
Мъч публикува две книги за геологията на Луната и Марс (The Geology of Mars, публикувана през 1977 г.). Като ръководител на екипа за повърхностна фотография „Викинг“, той е цитиран като коментиращ първите снимки: „Това е просто една невероятна сцена, която изглежда безопасна и много интересна“.
Кратер на Марс е кръстен в негова чест, а Викинг 1 формално е преименуван на „Мемориална станция Томас А. Мъч“ на 7 януари 1981 г. от администратора на НАСА Робърт А. Фрош. Томас „Тим“ Мъч Паметен Фонд е създаден през 1981 г. от неговото семейство и приятели.